# Країна Моксель, або Московія
«Країна Моксель, або Московія» — роман-дослідження Володимира Білінського на історичну тематику в трьох томах, де на основі російських та закордонних історичних джерел автор намагається спростувати офіційну версію історії Росії. Білінський критикує тези частини російських і радянських істориків, згідно з якими Київська Русь — колиска трьох слов'янських народів, висуваючи натомість твердження, що походження російської нації пов'язане не зі слов'янами, а з угро-фінськими та тюркськими народами. У 2011 році книгу відзначено премією ім. Івана Франка в номінації «За найкращу наукову роботу в інформаційній сфері». 

## Видання
Вперше тритомник видано Видавництвом імені Олени Теліги в 2006 році російською мовою під назвою «Страна Моксель, или открытие Великороссии». Йому передували публікації Володимира Білінського в періодичних виданнях, книжки «Страна Моксель» (2002) та «Открытие Великороссии» (2004).
У 2008 році тритомник видано українською мовою під назвою «Країна Моксель, або Московія». У 2011 році за видання «Країна Моксель, або Московія» Держкомтелерадіо визначив Володимира Білінського лауреатом премії ім. Івана Франка в номінації «За найкращу наукову роботу в інформаційній сфері».

## Загальна характеристика
У своїй трилогії «Країна Моксель, або Московія» Володимир Білінський стверджує, що такі відомі російські імперські історики, як Карамзін, Соловйов, Ключевський створили міфологію великоросійської держави, і зокрема твердження, за якими:
1. росіяни — слов'яни;
2. Ростово-Суздальсько-Рязанська земля входила до складу Великого Київського князівства;
3. Москву заснував князь Юрій Долгорукий 1147 року.
4. князь Олександр Невський народився у 1220 та взяв участь у битві на річці Неві зі шведами в 1240 році, а також у битві з німцями й естами в 1242 році на Чудському озері.
5. Куликовська битва 1380 року визволила князівство Московське від влади Золотої Орди.

## Книга перша
Прологом книги слугує цитата:

| У кривавому болоті московського рабства, а не в суворій славі норманської епохи стоїть колиска Росії. Змінивши імена і дати, побачимо, що політика Івана III і політика сучасної московської імперії є не просто схожими, а й тотожними… Росія породжена й вихована у потворній і приниженій школі монгольського рабства. Сильною вона стала тільки тому, що в майстерності рабства виявилася неперевершеною. Навіть і тоді, коли Росія стала незалежною, вона й далі залишалася країною рабів. Петро І поєднав політичну хитрість монгольського раба з величчю монгольського володаря, якому Чингісхан заповів підкорити світ… Політика Росії — незмінна. Російські методи і тактика змінювалися і змінюватимуться, але провідна зірка російської політики — підкорити світ і правити в ньому — є й буде незмінною. Московський панславізм — це лише одна з форм московського загарбництва. Карл Маркс[1] |
Перша книга складається з чотирьох частин:
- Частина перша. «Великороси».
- Частина друга. Звідки походить Москва і Московія.
- Частина третя. Початок «збирання землі російської».
- Епілог. Сучасні спадкоємці Золотої Орди.[1]

У цій книзі спростовуються міфи і про Олександра Невського, і про Куликовську битву 1380 року та князя Димитрія Донського. Доводиться, що панівна боярська еліта князівства Московського формувалась за часів Золотої Орди з татар-переселенців.

## Книга друга
Друга книга складається з трьох частин:
- Частина перша. Моксель: меря — мордва — московити.
- Частина друга. «Катерининські напрацювання».
- Післямова, або Свідчення Вільгельма де Рубрука, Рашид-ад-діна, Джувейні та інших.[10]

Перша частина книги спростовує московський міф про слов'янське походження великоросів. Автор вказує, що цьому свідчать давні історики, топо- і гідроніміка Ростовсько-Суздальської та Рязанської земель, археологія і антропологія.
Друга частина присвячена головному міфу імперії — про належність так званих Ростовсько-Суздальської та Рязанської земель упродовж IX–XII століть Великому Київському князівству. Доводиться на підставі достовірних джерел, що літопис Нестора Літописця «Повість минулих літ» дійшов до нас лише у сфальшованому вигляді, і що фальшуванням його та інших літописів займалась спеціальна комісія під особистим контролем імператриці Катерини II. Також наводяться додаткові докази того, що Куликовська битва 1380 року не принесла визволення Московському князівству від Золотої Орди, бо і в 1477 році в московському кремлі знаходилась резиденція ханського баскака — збирача данини і наглядача за діяльністю князя.

## Книга третя
Третя книга складається з двох частин:
- Частина перша. Парадоксальна облуда.
- Частина друга. Московський улус Орди.[12]

Перша частина розповідає про фальшування історії XVII–XVIII століть, вчинене династією Романових. Цим фальшуванням займались найкращі уми Російської імперії разом із її володарями. У другій частині коротко викладено, що приховували московити у своїй історії після 1238 року.
Приділено увагу питанню мови: є свідчення, що для великої частини «російських» селян наприкінці XIX століття рідними мовами були угро-фінські мови, а не російська. Сама ж російська мова виникла на базі церковно-слов'янської (староболгарської) мови, яку нав'язували місцевому населенню Православна Церква й влада.

## Основні тези

### Привласнення Росією історії Київської Русі
Створюючи Російську імперію, московська еліта розуміла, що без великого минулого неможливо створити велику націю. Потрібно було прикрасити минуле, можливо навіть привласнити чуже. Для цього московськими царями, починаючи з Івана Грозного, було поставлено завдання привласнити історію Київської Русі і створити офіційну міфологію Російської імперії. Найбільше в цьому напрямі зроблено царицею Катериною II, яка не допускала думки про те, що в царському роду вона може бути серед рядової татаро-монгольської знаті. Указом від 4 грудня 1783 року Катерина II створила комісію в складі 10 видних істориків для «складання записок про стародавню історію, переважно Росії» під керівництвом самої Катерини II і графа Шувалова. Діяльність комісії була засекречена і тривала 10 років. В 1792 році «материнська історія» побачила світ. В процесі роботи комісії були зібрані і переписані всі давні літописи, а оригінали — знищені.
В результаті історія Російської держави була повністю переписана в інтересах Російської імперії, і її основою стала історія Київської Русі. Протягом століть, особливо з початком XVI ст., пропагувалось, що Російська держава і російський народ беруть початок від Київського князівства.
Російські вчені відтоді й дотепер стверджують, що починаючи з IX століття, фіно-угорські племена європейської частини теперішньої Росії поступово асимілювалися слов'янськими колоністами, пізніше вихідцями із Київської Русі.
Згідно з археологічними даними, ареал розселення угро-фінських племен у східній Європі залишався незмінним протягом 2 тисяч років. В. Білінський на підставі археологічних та історичних даних заперечує масовість переселення слов'ян з території нинішньої України і пояснює русифікацію угро-фінських та тюркських народів Росії спеціальною державною політикою імперії та діяльністю Руської Православної Церкви протягом останніх 300 років. В. Білінський виявив джерела, які свідчать про те, що велика частина «російських» селян наприкінці XIX століття вільно говорила угро-фінськими мовами, про що він написав у 3-ій книзі. Більше того, на початку XX століття у Ленінградській області була спроба народу вепсів утворити автономну республіку, однак усіх тих політичних діячів-вепсів було знищено радянською владою шляхом репресій.
В. Білінський доводить, що фактичне змішування культур почалось не за часів Київської Русі, а з XV–XVI століття, після відвоювання Великим князівством Московським від Литовсько-Руської держави слов'янських земель Чернігово-Сіверщини (1500–1503), Смоленщини (1514), і завоювання автономних міст-держав Великого Новгорода (1478–1488) та Великого Пскова (1507). Тоді істориками зафіксовані перші депортації слов'янського населення до Московії. При цьому В. Білінський не заперечує культурного обміну між слов'янами та угро-фінами біля Великого Новгорода та Великого Пскова з часів Київської Русі, однак не вважає ці процеси настільки масштабними, щоб вони самі собою могли поширитися на всю територію Центральної Росії.
Завершальну фазу русифікації угро-фінів він пов'язує з епохою СРСР, коли на початку XX століття до РСФСР були приєднані етнічні українські землі — Воронезька, Курська, Білгородська області, Кубань; а також мільйони українців були депортовані до Сибіру. Всесоюзна політика русифікації через загальну середню освіту завершила справу. Уряд СРСР продовжував нав'язувати суспільству та всьому світу сфальшовану в Російській імперії історію Росії та Русі-України, хоч і в дещо модернізованому вигляді.

## Відгуки
Історик, археограф, член-кореспондент Національної академії наук України Я. Р. Дашкевич: 

| В романі-дослідженні В. Білінського (Країна Моксель або Московія // Київ: Видавництво ім. Олени Теліги, 2008, 2009, в трьох книгах) повідомляються факти, взяті з історичних джерел (переважно російських), що свідчать про докорінне перекручення історії Російської імперії, направлене на створення історичної міфології про те, що Московія і Київська Русь мають спільні історичні корені, що Московія має «спадкові права» на Київську Русь.[2] |
Академік Національної академії наук України історик радянської школи П. П. Толочко, який є членом «Всесвітнього російського народного собору», з приводу нагороди Білінського премією ім. І. Франка, написав президентові В. Ф. Януковичу відкритого листа, в якому просив скасувати на його думку необмірковане й скандальне рішення про присудження державної премії. Він розкритикував автора і методи його роботи.

| По суті, автор представив власні емоції, надзвичайно тенденційні та образливі. Причому не тільки щодо російського народу, а й до нашої спільної східнослов’янської історичної пам’яті. Не будучи істориком, автор не володіє ні відповідними знаннями, ні умінням системного аналізу. Він не розуміє, що таке джерела, а що — дослідницька точка зору.[13] |
В своїй загальній негативній оцінці книг Белінського П. Толочко не вказує, які саме конкретні тези в працях Белінського не відповідають дійсності.
Голова Національної спілки письменників України Михайло Сидоржевський про Білінського та його твір: 

| Подвижник, котрий дав українцям і світові такі знання про нашу історію, яких не спроможні були запропонувати цілі академічні інститути. Дослідник, котрий на основі скрупульозних архівних досліджень спростував московську, повторювану тутешніми продажними толочками, брехливу і криваво небезпечну тезу про якусь «спільну колиску», «народів-братів» чи «єдіний народ». Історик, котрий вказав московитам на їхнє справжнє місце в часі і просторі – на смітнику історії, в обозі ординських ханів. Українець, котрий любив рідну землю дієвою синівською любов'ю, і, «щоби вона не спала», зробив як письменник все для її визволення від темної облуди безпам'ятства і летаргії.[14] |